# Titularbistum Tanis
Tanis ist ein Titularbistum  der römisch-katholischen Kirche.
Es geht zurück auf ein früheres Bistum der gleichnamigen antiken Stadt in der römischen Provinz Aegyptus, Aegyptus Herculea bzw. in der Spätantike Augustamnica im östlichen Nildelta in Ägypten, das der Kirchenprovinz Pelusium angehörte.
| Titularbischöfe von Tanis |                                          |                                                                              |                    |                   |
| Nr.                       | Name                                     | Amt                                                                          | von                | bis               |
| 1                         | Andrzej Pruski                           | Weihbischof in Przemyśl (Polen)                                              | 28. März 1729      | 1759              |
| 2                         | Lucas Ramírez Galán OFM                  | Weihbischof in Cartagena (Spanien)                                           | 6. April 1761      | 21. August 1769   |
| 3                         | Juan Varela Fondevilla y Verea           | Weihbischof in Santiago de Compostela (Spanien)                              | 20. November 1769  | 11. April 1785    |
| 4                         | Ludwik Józef Mathy                       | Weihbischof in Posen (Polen)                                                 | 20. September 1779 | 1801              |
| 5                         | Antoni Luboradzki                        | Weihbischof in Płock (Polen)                                                 | 26. Juni 1805      | 14. April 1822    |
| 6                         | William Fraser                           | Apostolischer Vikar von Nova Scotia (Kanada)                                 | 3. Juni 1825       | 15. Februar 1842  |
| 7                         | José Antonio García Balsalobre y Rada OS | Prior von Uclés (Spanien)                                                    | 30. September 1831 | 3. November 1844  |
| 8                         | Tommaso Michele Salzano OP               |                                                                              | 19. Januar 1854    | 22. Dezember 1873 |
| 9                         | Gennaro de Vivo                          | Koadjutorbischof von Pozzuoli (Italien)                                      | 4. Mai 1874        | 23. Dezember 1876 |
| 10                        | Tommaso Reggio                           | Koadjutorbischof von Ventimiglia (Italien)                                   | 20. März 1877      | 26. Juni 1877     |
| 11                        | Elia Bianchi                             | Weihbischof in Ostia (Italien)                                               | 12. Mai 1879       | 3. Juli 1882      |
| 12                        | Giuseppe Cavaliere                       | Koadjutorbischof von Crotone (Italien)                                       | 15. März 1883      | 24. Juni 1883     |
| 13                        | Franz Sniegon                            | Weihbischof in Breslau (heute Polen)                                         | 9. August 1883     | 3. Juli 1891      |
| 14                        | Josip Grgur Marčelić                     | Apostolischer Administrator von Kotor (Montenegro)                           | 16. Januar 1893    | 18. Mai 1894      |
| 15                        | Giovanni Menicatti PIME                  | Apostolischer Vikar von Nord-Henan (Chinesisches Kaiserreich/Republik China) | 12. September 1903 | 23. Dezember 1943 |
| 16                        | Juan José Maíztegui y Besoitaiturria CMF | Apostolischer Vikar von Darién Weihbischof in Panamá (Panama)                | 14. Juli 1926      | 24. Februar 1933  |
| 17                        | José Joaquim Gonçalves                   | Weihbischof in Rio Preto (Brasilien)                                         | 14. März 1957      | 14. Juni 1973     |